# California (Maryland)
California è un census-designated place (CDP) degli Stati Uniti d'America, situato nello stato del Maryland, nella contea di Saint Mary's.